# Louis Arndt

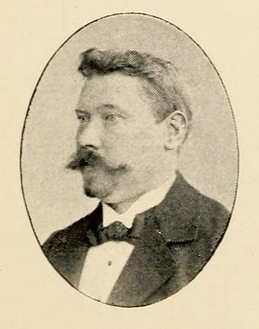
Louis Arndt (1904)

Louis Vilmar Arndt (* 25. November 1861 in Erfurt; † 24. Februar 1940 in Neuenburg NE) war ein Schweizer Astronom deutscher Abstammung.

## Leben
Louis Arndt wurde in der Bezirksstadt Erfurt der preußischen Provinz Sachsen geboren. Nach dem Besuch des Realgymnasiums in Erfurt studierte er Astronomie und Mathematik an der Universität Berlin. Danach war er von 1888 bis 1892 Assistent an der Königlichen Sternwarte in Berlin. Als Jakob Hilfiker (1851–1913) den Posten als Assistent beim Direktor der Sternwarte Neuenburg aus gesundheitlichen Gründen aufgeben musste, ging Louis Arndt Mitte des Jahres 1892 in die Schweiz und übernahm dieses Amt an der Seite des Astronomen Adolphe Hirsch.
1895 promovierte er an der Universität Berlin zum Dr. phil. Der Titel seiner Inaugural-Dissertation lautete Beitrag zur Berechnung der störenden Kräfte in der Theorie der säcularen Störungen.
Ab 1894 war Louis Arndt Lehrer an der Ecole de mécanique et d’horlogerie de Neuchâtel und übernahm von 1908 bis 1912 das Amt des Präsidenten dieser Schule. 1903 wurde er Staatsbürger der Schweiz.
Nachdem Adolphe Hirsch 1901 gestorben war, wurde Louis Arndt Direktor der Sternwarte in Neuenburg und leitete diese bis zum Jahre 1934. Danach setzte er sich zur Ruhe.